# José Veiga
José Manuel Monteiro Da Veiga, né à Lisbonne le 18 décembre 1976, est un footballeur luso-cap-verdien qui joue au poste de gardien de but.

## Biographie
De 2004 à 2007, il a été sélectionné à treize reprises en équipe du Cap-Vert de football.